# Daniel Cachedenier
Daniel Cachedenier   (* 1570 in Bar-le-Duc; † 1612 in Paris) war ein französischer Romanist und Grammatiker.

## Leben und Werk
Cachedenier war ein lothringischer Adeliger, Herr von Nicey-sur-Aire (Département Meuse). Er ging als Calvinist ins Exil und studierte in Heidelberg und Altdorf.
Seine für Deutsche (in lateinischer Sprache verfasste) ausführliche Grammatik des Französischen von 1601 mit dem Titel Introductio ad linguam gallicam (Einführung in die französische Sprache) ist zwar in Frankfurt am Main gedruckt, durch Widmungs- und Empfehlungsschreiben aber vor allem mit Nürnberg und dem Nürnberger Raum verbunden. Sie  war den Nürnbergern  Hieronymus Baumgartner der Jüngere (Sohn von Hieronymus Baumgartner) und Hans Welser (1534–1601) gewidmet. Die (teils gereimten) Empfehlungsschreiben stammen u. a. von Konrad Rittershausen, Michael Piccart (1574–1620), Huldrich Buchner (1560–1602) und  Michael Virdung (1575–1637).
Die Grammatik wurde 2010 u. d. T. Initiation à la langue française (1601) in französischer Übersetzung (und im lateinischen Original) von Colette Demaizière und Alberte Jacquetin-Gaudet kritisch herausgegeben.

## Werke
- Introductio ad linguam gallicam, Frankfurt am Main 1600 (427 Seiten; Verleger Matthäus Becker)
- Introductio Ad Linguam Gallicam. Quae vindicatur ab ea difficultate, cuius illam suspectam reddiderunt hactenus nonnulli, qui ignorantia sua caeteris Germanis ad eam praecluseru[n]t aditum, quem facilimum esse ex linguae Germanicae cum Gallica collatione, methodo ita facili & perspicua demo[n]stratur, ut neque necessaria artis praecepta cum selectiorib. exemplis omittantur, neq[ue] supervacanea discentibus obtrudantur, Frankfurt am Main 1601 (427 Seiten; Bry bzw. Brij) (http://books.google.fr/books?id=RsNDAAAAcAAJ&printsec=frontcover&hl=fr&source=gbs_ge_summary_r&cad=0#v=onepage&q&f=false)
- Introdvctio Ad Lingvam Gallicam: Quæ vindicatur ab ea difficultate, cuius illam suspectam reddiderunt hactenus nonnulli, qui ignorantia sua cæteris Germanis ad eam præcluseru[n]t aditum, quem facilimum esse ex linguæ Germanicæ cum Gallica collatione, methodo ita facili & perspicua demo[n]stratur, vt neque necessaria artis præcepta cum selectiorib. exemplis omittantur, neq[ue] superuacanea discentibus obtrudantur. Recens Adiecta Est Appendix in qua dialogissimo latinogallico praxis seu vsus præceptorum demonstratur, Frankfurt am Main 1601 (427 + 74 Seiten; Verleger Matthäus Becker, Drucker Brij)
  - Introductionis Ad Linguam Gallicam Appendix: In Qua Dialogismo LatinoGallico praxis seu usus praeceptorum, cum ad Etymologia[m] tum ad Syntaxin pertinentium, adiectis ad marginem scholiis & scripto paginae numero ita demonstratur, ut facile sit cuiq[ue] theoriam cum praxi conferre, Frankfurt am Main 1601 (74 Seiten; Brij)
- Exegesis Linguae Gallicae Pars Prior. In usum Illustris Gymnasii Ruthenici, quod est Gerae ad Istrum, Jena 1612